# Linnaea elegans
Linnaea elegans är en tvåhjärtbladig växtart som först beskrevs av Alexander Feodorowicz Batalin, och fick sitt nu gällande namn av Christenh. Linnaea elegans ingår i släktet linneor, och familjen Linnaeaceae. Inga underarter finns listade i Catalogue of Life.